# 강릉역
강릉역(Gangneung station, 江陵驛)은 강원특별자치도 강릉시 교동에 위치한 경강선의 철도역이다.
2014년 9월 15일 경강선 공사에 따른 강릉 도심구간 지하화 공사로 영업을 중단하였다가 2017년 12월 22일부터 강릉선 KTX가 개통하여 영업을 재개하였으며, 임시로 정동진역에서 시종착하던 영동선 무궁화호 열차도 2018년 7월 18일부터 운행을 재개하였다. 화물 취급은 안인역과 옥계역으로 이관하였다. 청량리, 동대구, 부전, 부산발 무궁화호의 시종착을 담당하였으나, 2020년 3월 2일부터 해당 열차가 동해역까지 단축됨에 따라 동해~강릉 간 셔틀 무궁화호 및 누리로가 시종착하고 있다.

## 연혁
- 1962년 8월 6일 : 역사 착공
- 1962년 11월 6일 : 보통역으로 영업 개시[1]
- 1962년 11월 13일 : 구 역사 신축 준공
- 1971년 9월 10일 : 무연탄 화물 도착역 지정[2]
- 1979년 3월 1일 : 경포대역 폐역으로 영동선 종착역으로 지정
- 1998년 12월 1일 : 영동선 비둘기호 완행열차 운행중단 통일호 승격
- 2004년 4월 1일 : 영동선 통일호 운행중단
- 2005년 9월 8일 : 동해-강릉 구간 전철화 공사 완료
- 2006년 5월 1일 : 소화물 취급 중지
- 2006년 10월 31일 : 새마을호 열차 운행종료
- 2012년 6월 1일 : 경강선 착공
- 2014년 9월 15일 : 경강선 공사와 함께 영업 중단
- 2015년 6월 1일 : 화물 취급 중지[3]
- 2017년 6월 29일 : 경강선 철도거리표 고시[4]
- 2017년 12월 22일 : 경강선(서원주~강릉, 강릉선 KTX) 개통과 함께 영업 재개
- 2018년 5월 24일 ~ 5월 27일 : 경강선(서원주∼강릉) 철도 건설로 약 3년간 운행이 중단됐던 영동선 안인∼강릉(4.4km) 구간 운행 재개를 위해 영업시운전에 돌입
- 2018년 7월 2일 : 청량신호소 신설과 함께 영동선 구간에서 제외됨[5]
- 2018년 7월 18일 : 영동선 무궁화호 영업 재개[6]
- 2020년 3월 2일 : 강릉삼각선 개통과 함께 청량리/동대구/부전/부산행 무궁화호 종점이 동해역으로 단축, 무궁화호 및 누리로 동해 ~ 강릉 구간 셔틀열차 운행[7]
- 2020년 8월 19일 : 동해산타열차 운행 개시
- 2021년 7월 23일 : KTX-이음 운행 개시 및 KTX-산천 운행 종료
- 2022년 3월 31일: 강릉선 KTX 1일 1회 행신역으로 연장 운행[8]
- 2023년 12월 26일 : 바다열차 운행 종료
- 2025년 1월 1일 : ITX-마음 운행 개시

## 승강장
2면 4선의 쌍섬식 승강장으로,현재  KTX-이음 중련 정차도 가능하도록 20량 대응으로 설계되었다. 또한 열차 도착 직전과 직후에만 승강장으로 내려가는 에스컬레이터를 개방하나, 엘리베이터는 상시 개방중이다.
| 시종착역                         |
| ４３ \| ２１ \|                  |
| 정동진(영동선) ↓/ 진부(강릉선) ↓ |

| 1~2 | 동해산타열차 | 동해산타열차      | 도계 · 철암 · 분천 방면                          |
| 1~2 | 영동선       | ITX-마음 · 누리로 | 정동진 · 묵호 · 동해 · 포항 · 동대구 · 부전 방면 |
| 3~4 | 강릉선       | KTX               | 진부 · 횡성 · 청량리 · 서울 · 행신 방면          |

## 역 주변
- 강릉우체국
- 강릉명륜고등학교
- 강릉여자고등학교
- 교동초등학교
- 강릉향교
- 동부시장
- 국민연금공단 강릉지사
- 동부도시보건지소
- 옥천동 행정복지센터
- 교2동 행정복지센터
- 강릉종합경기장 (프로축구 K리그1 강원 FC 홈구장), (실업축구 K3 리그 강릉시청 축구단 홈구장)

## 사진

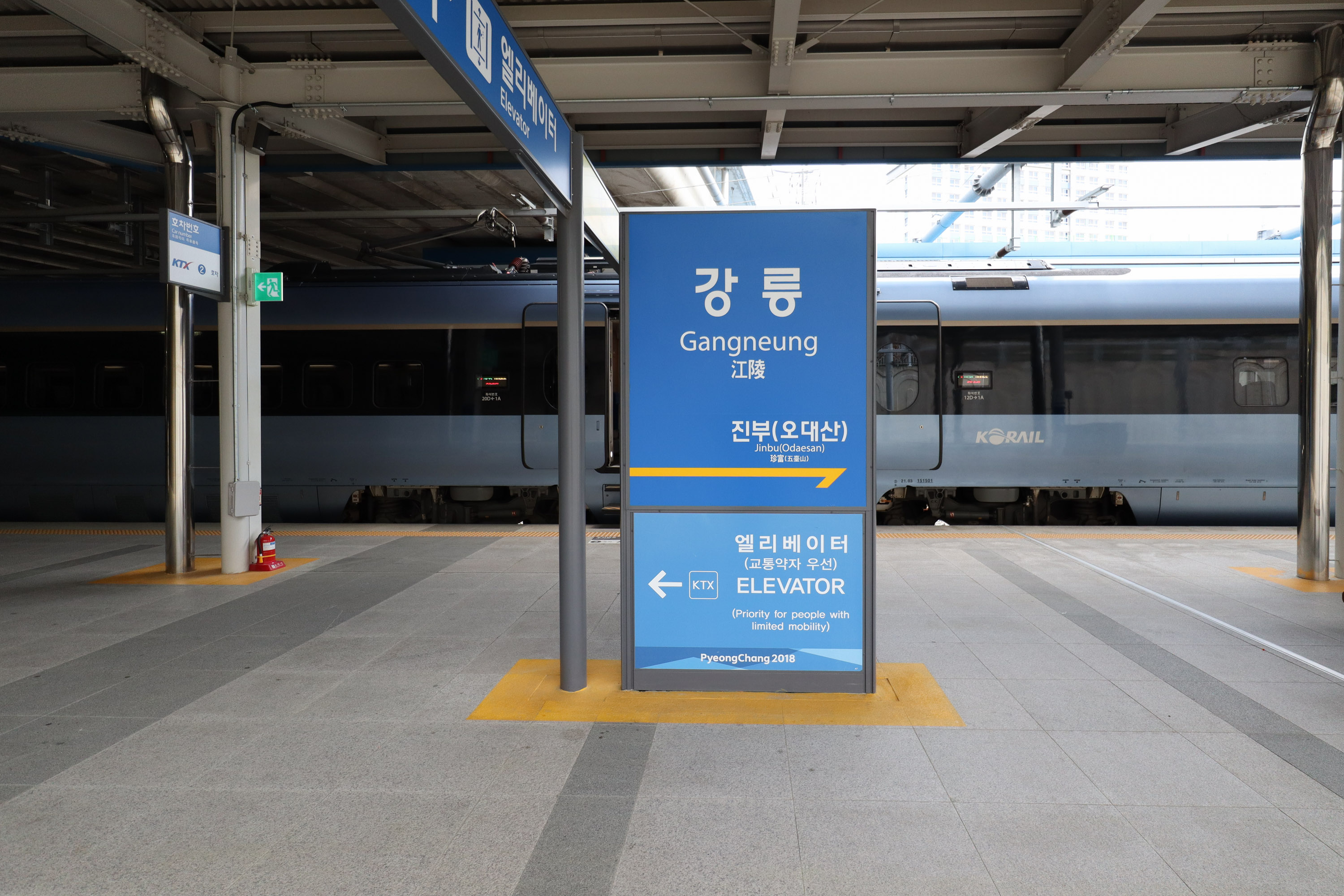
강릉역 승강장
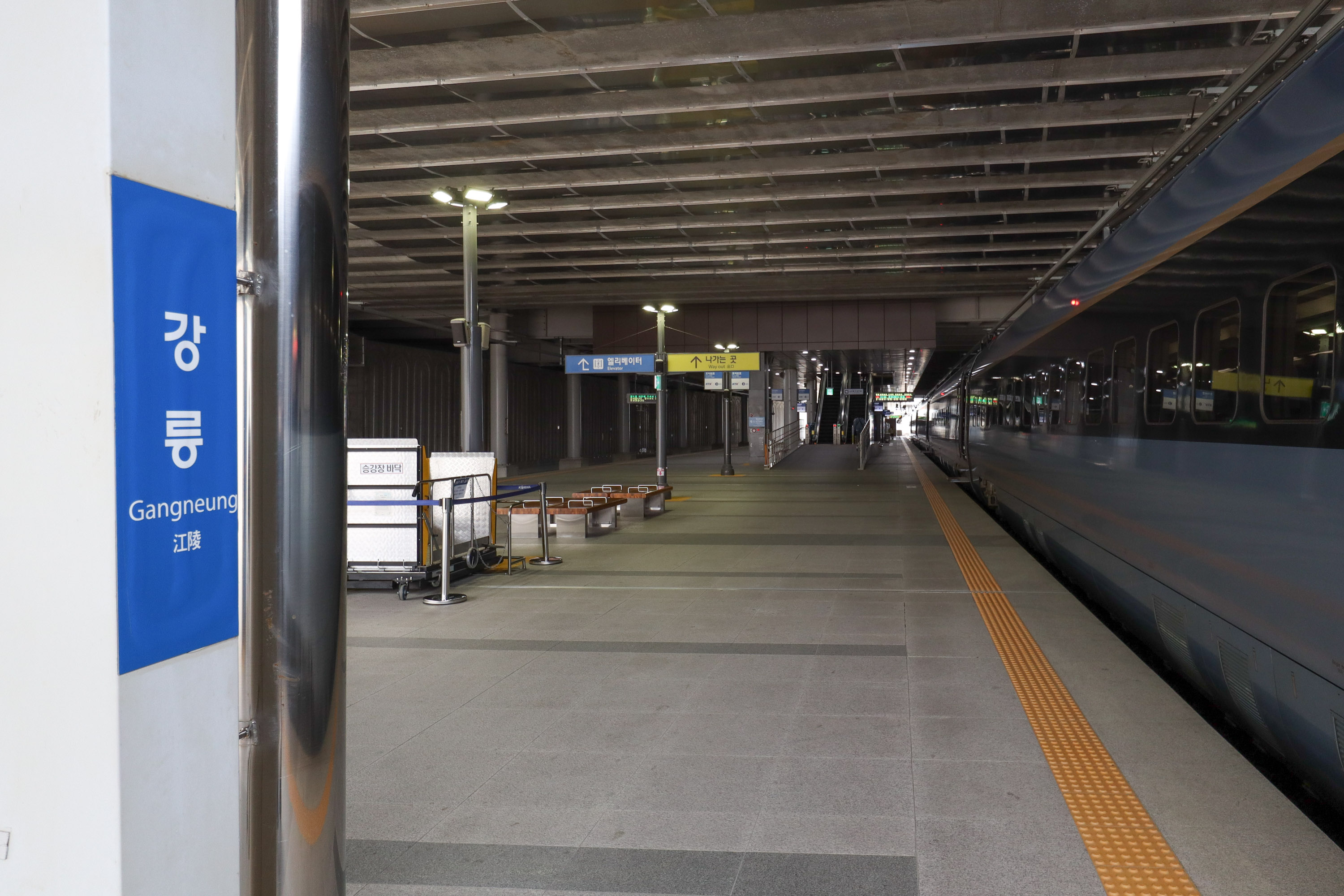
강릉역 승강장
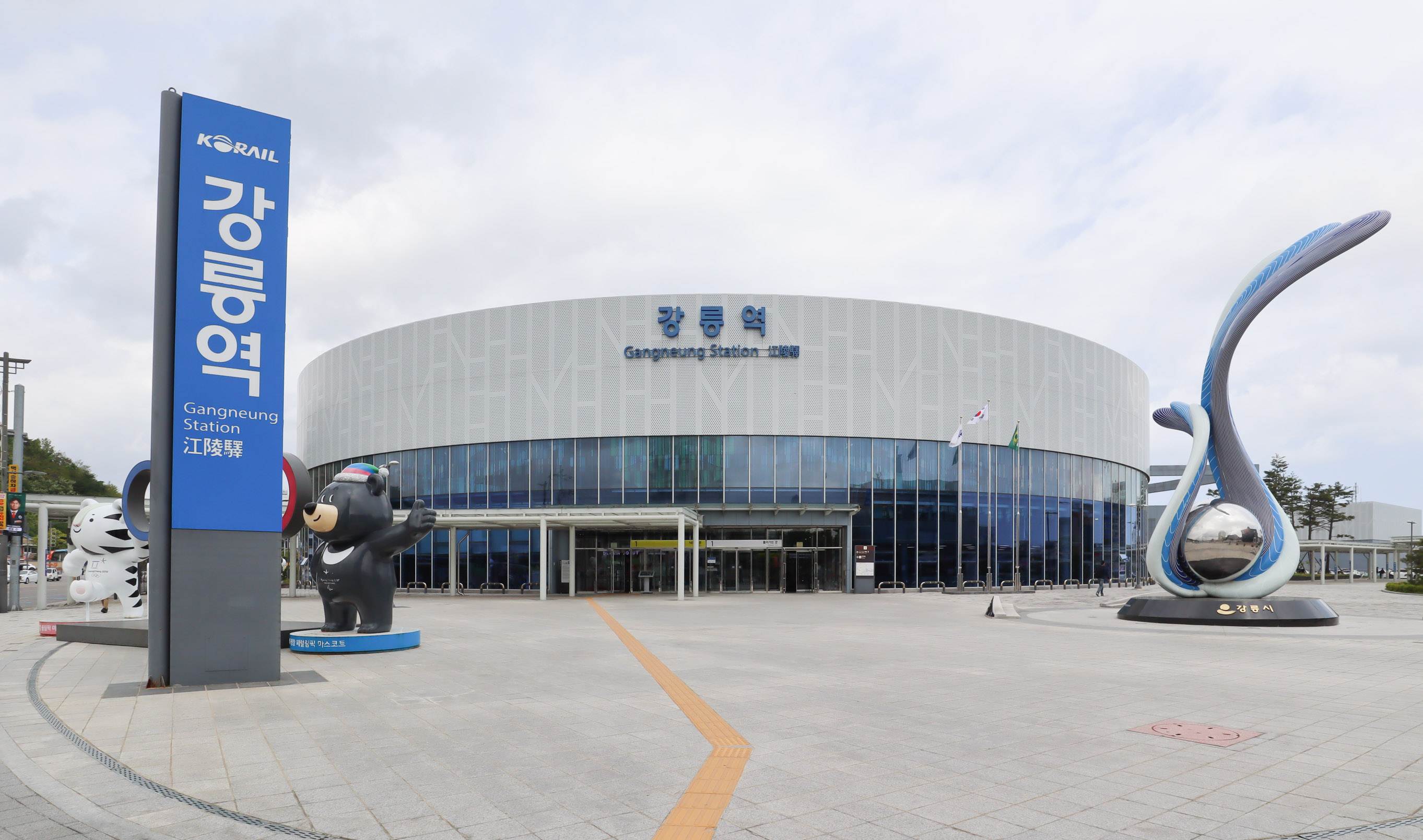
낮에 본 강릉역사
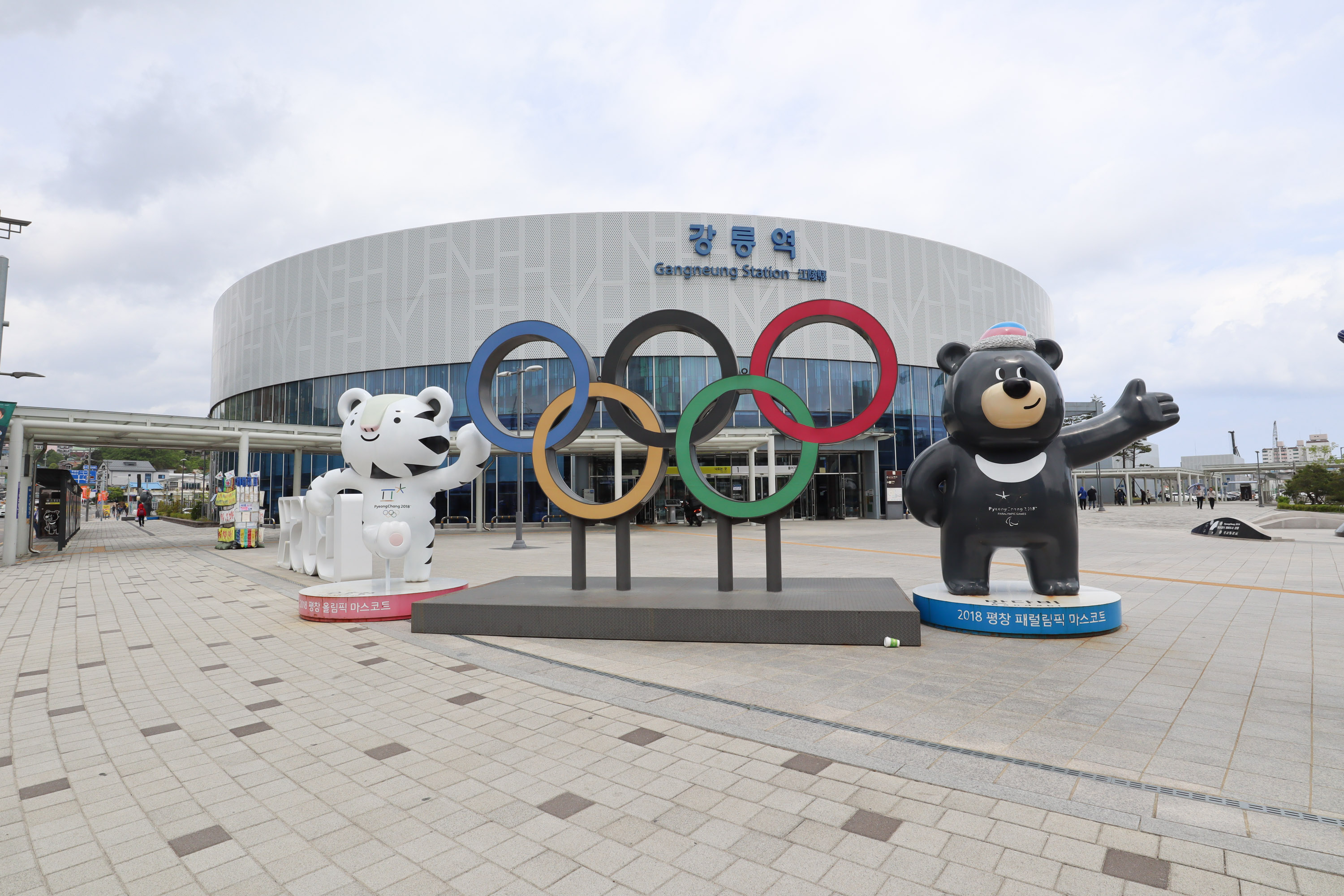
낮에 본 강릉역사
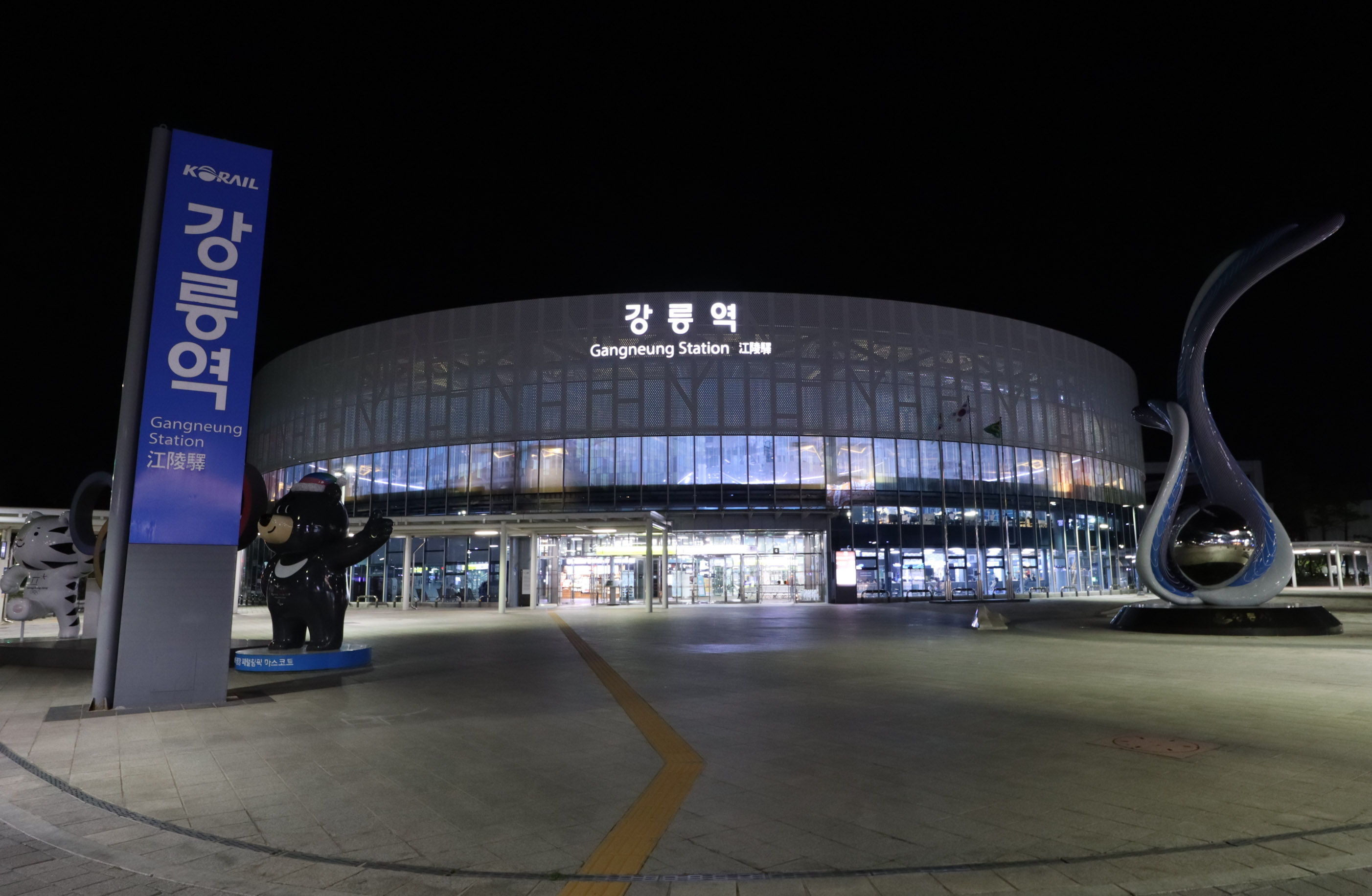
밤에 본 강릉역사
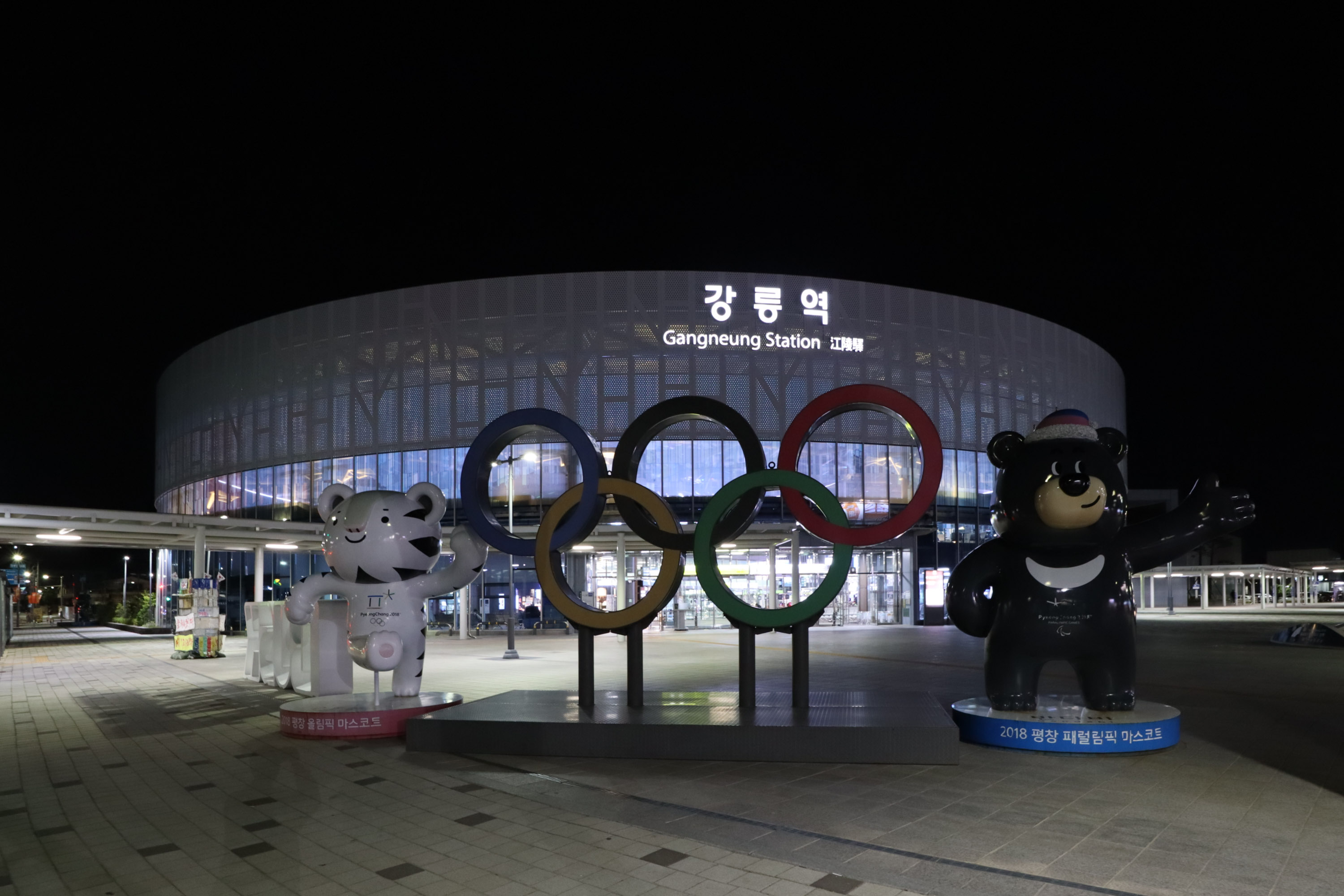
밤에 본 강릉역사
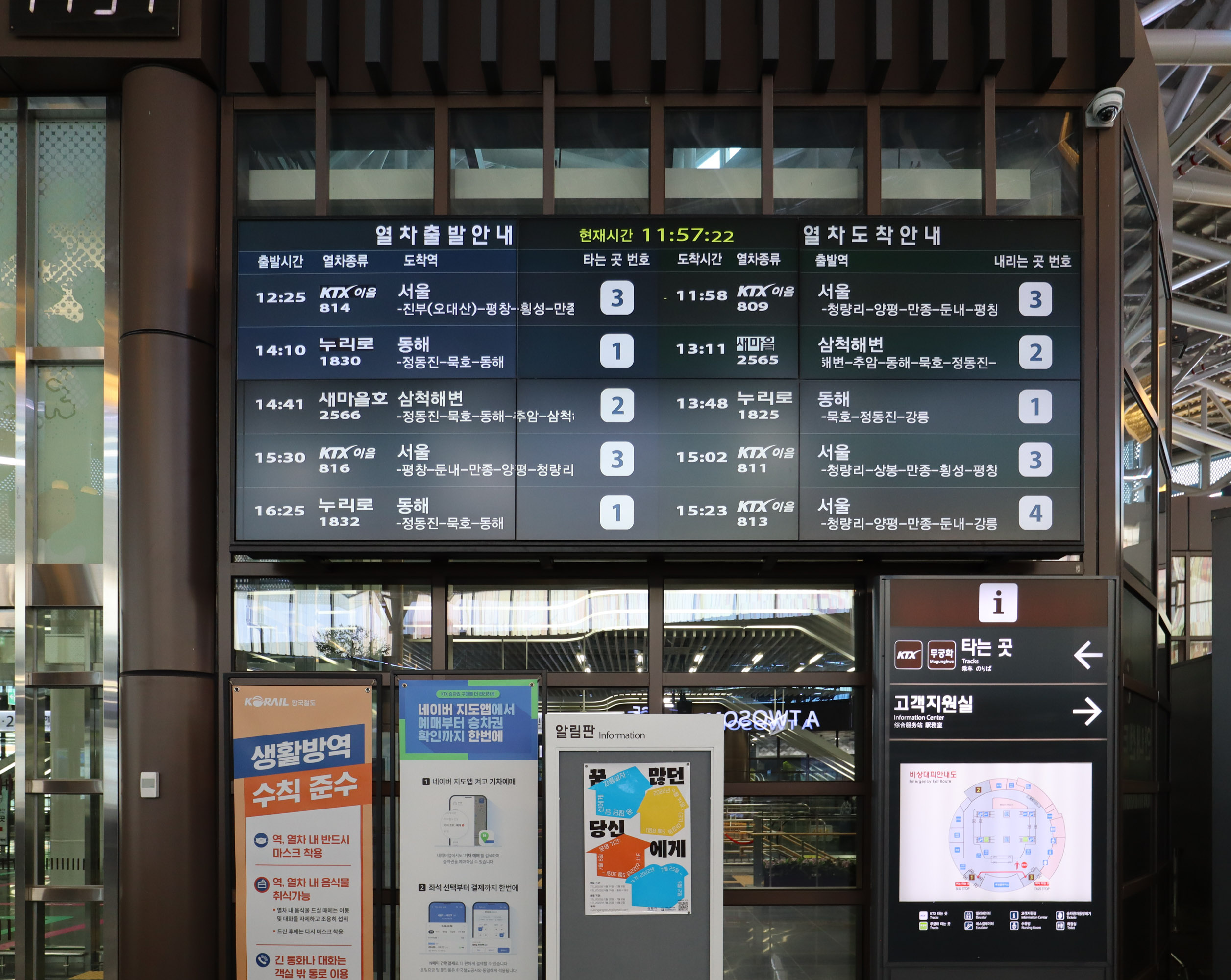
열차 도착 전광판
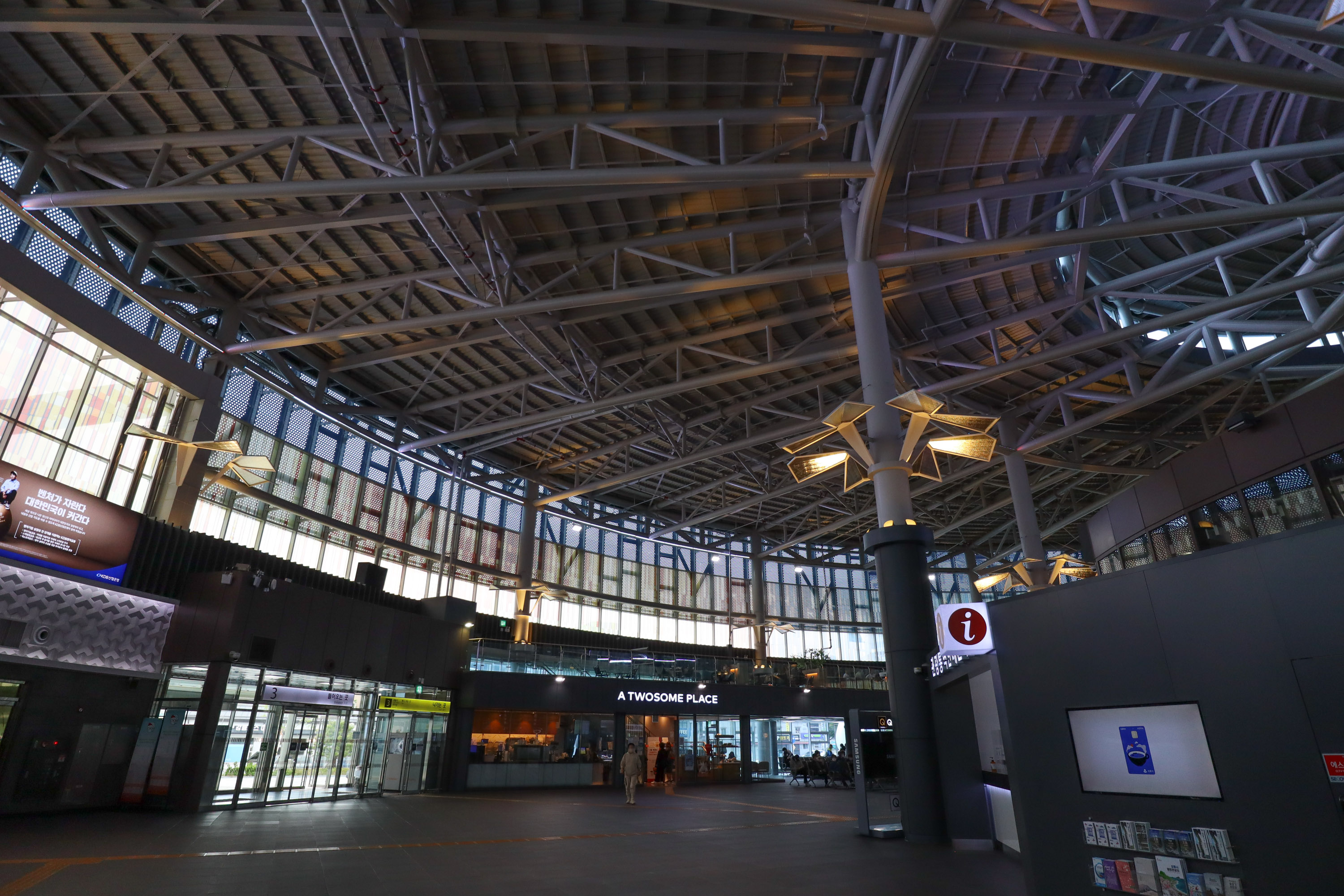
역사 내부
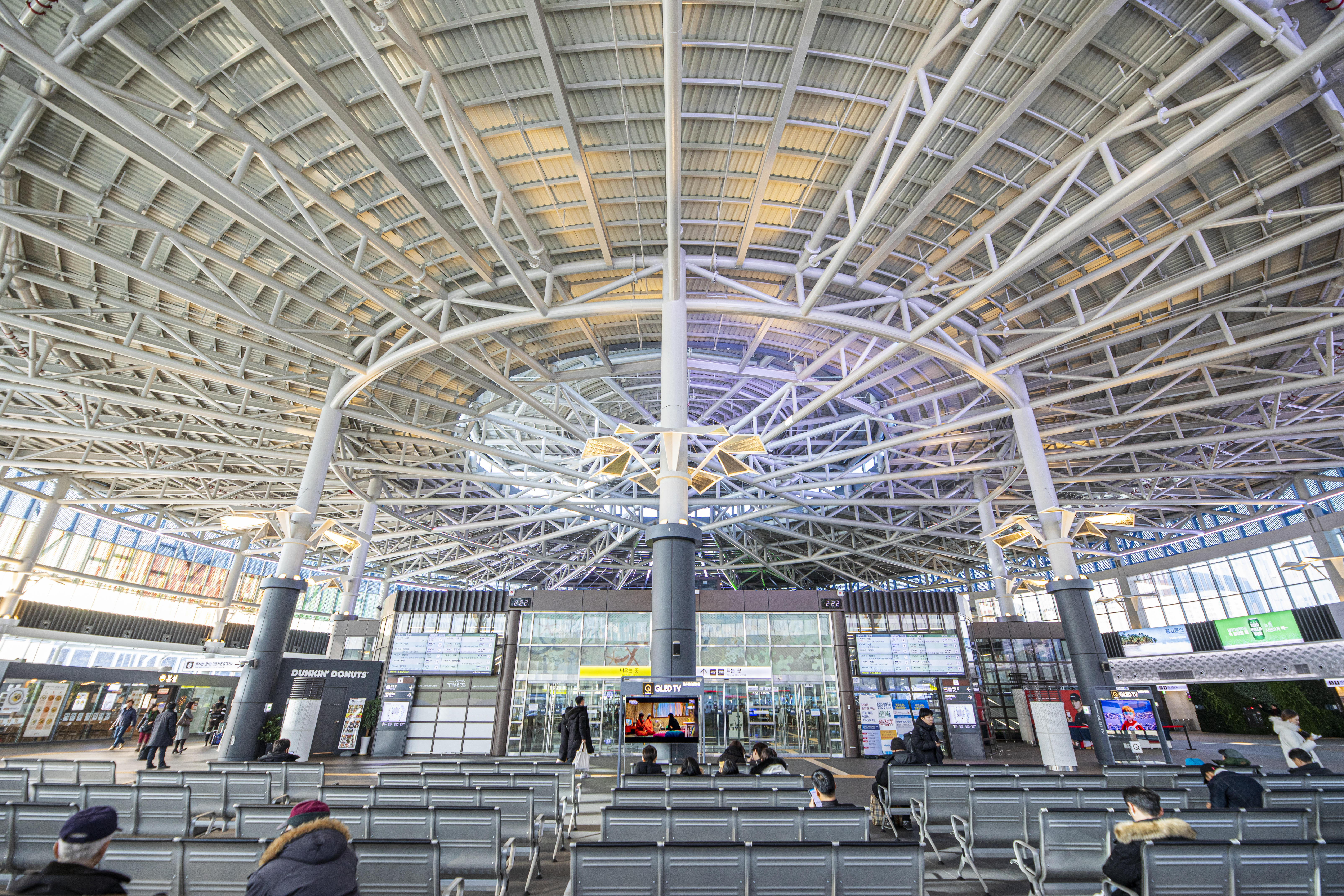
역사 내부
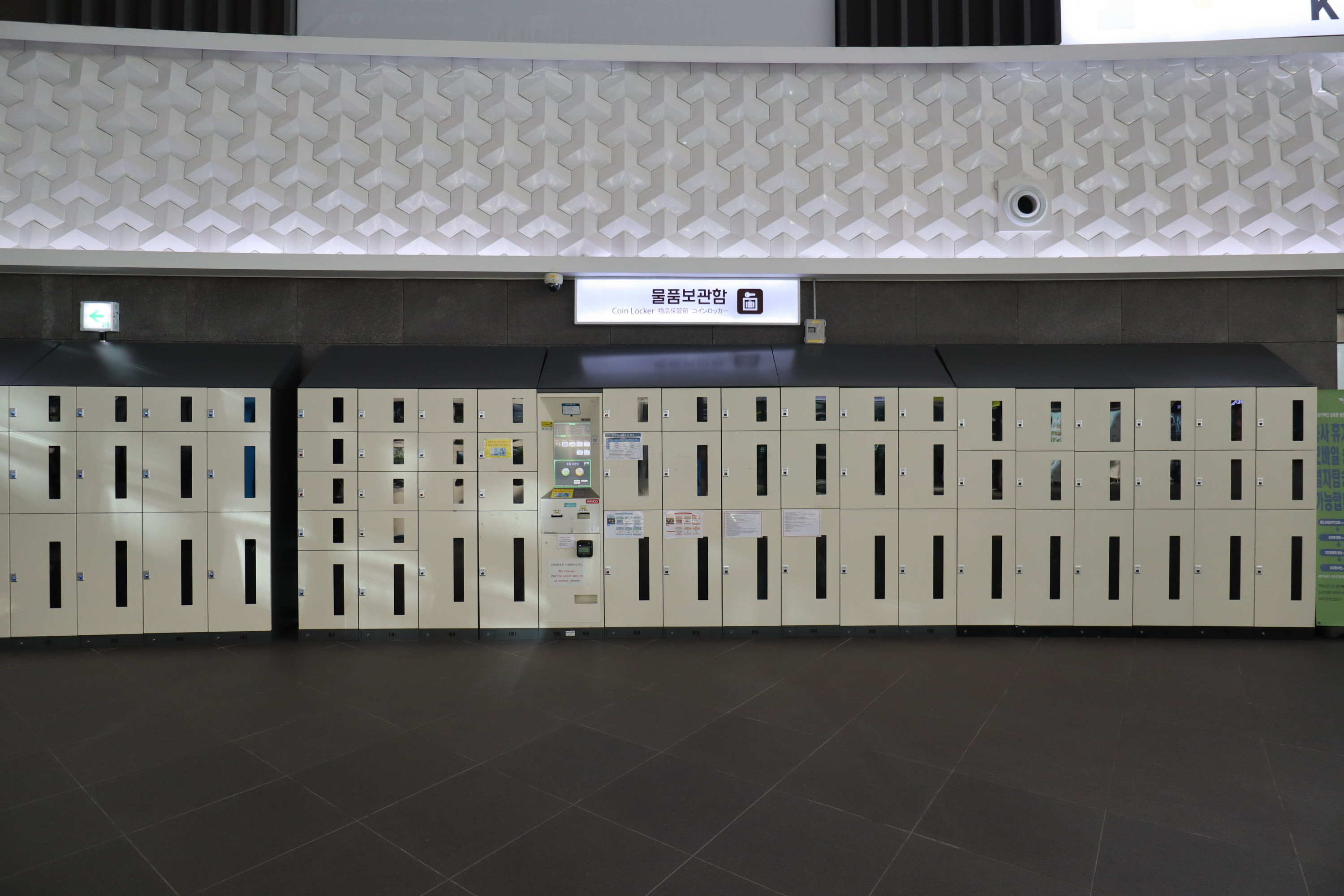
역사 내 물품보관함
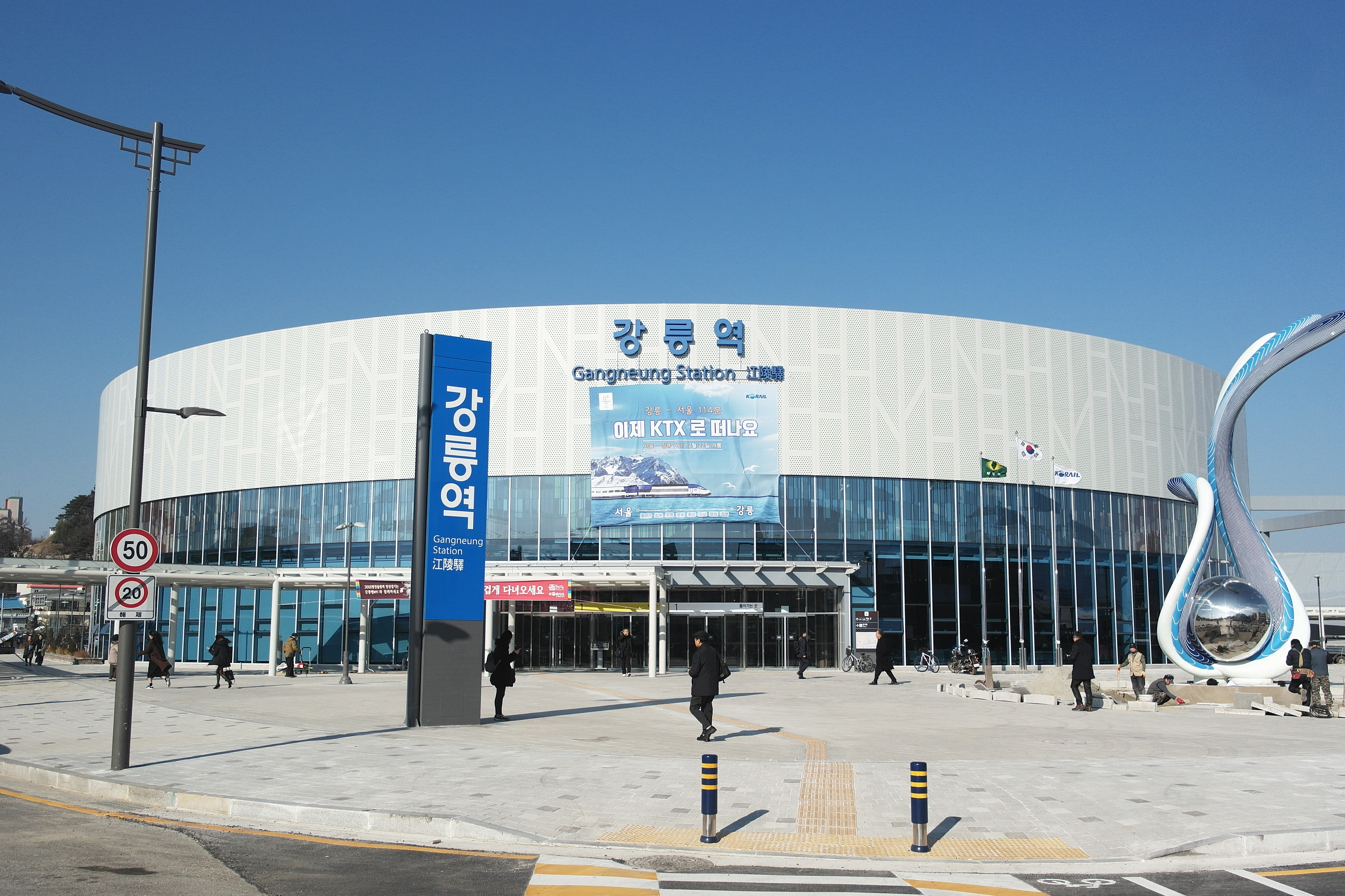
강릉역, 2017년 12월
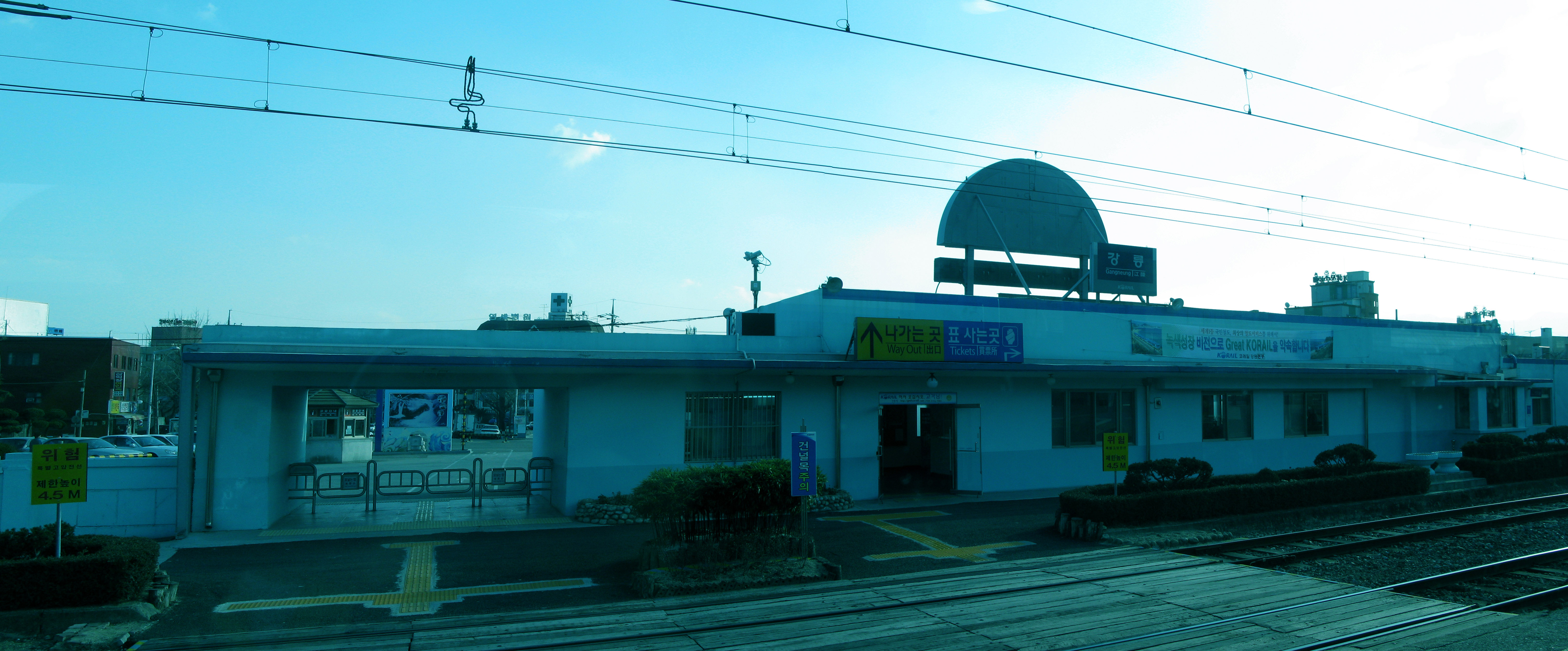
구 강릉역 구내
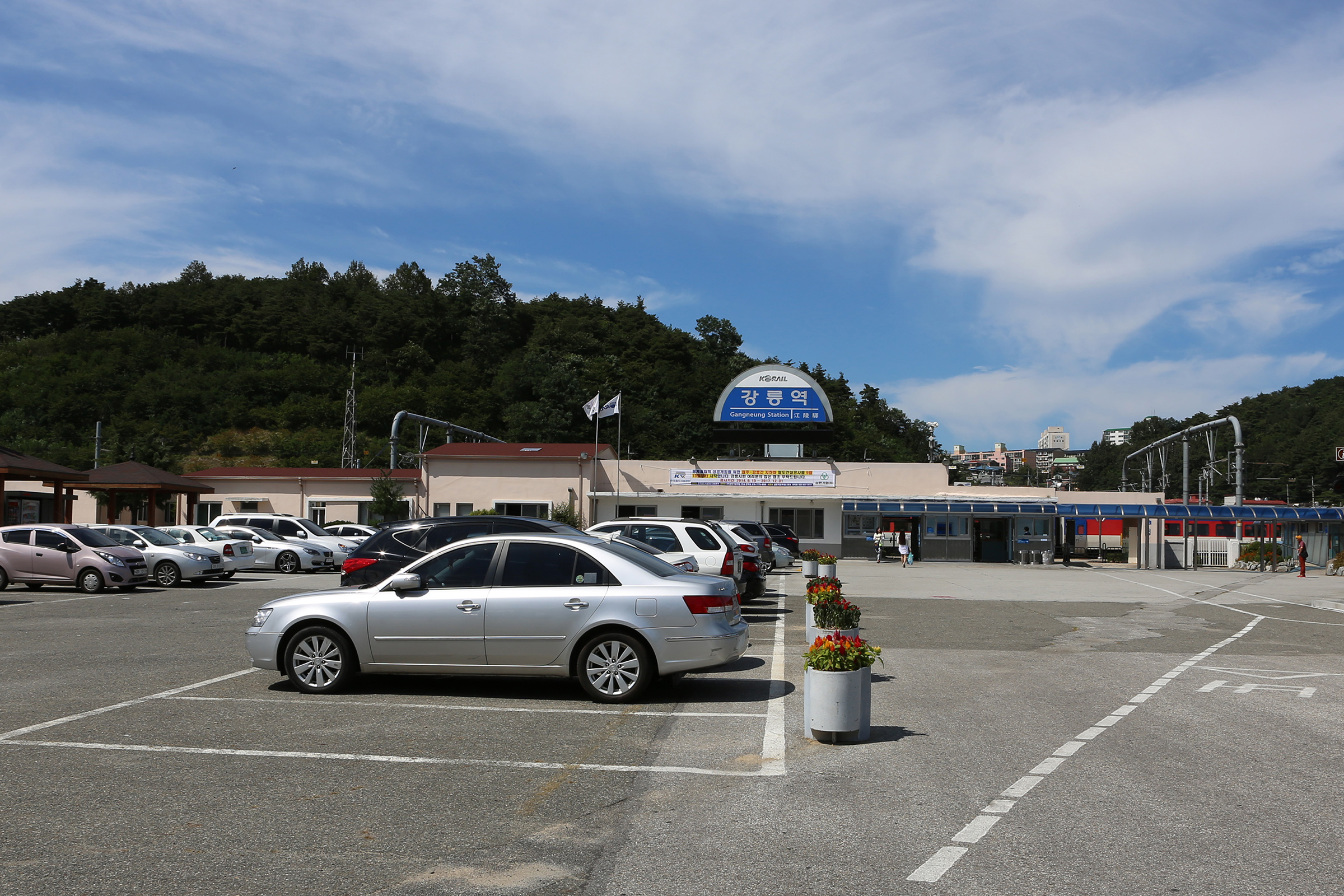
구 강릉역
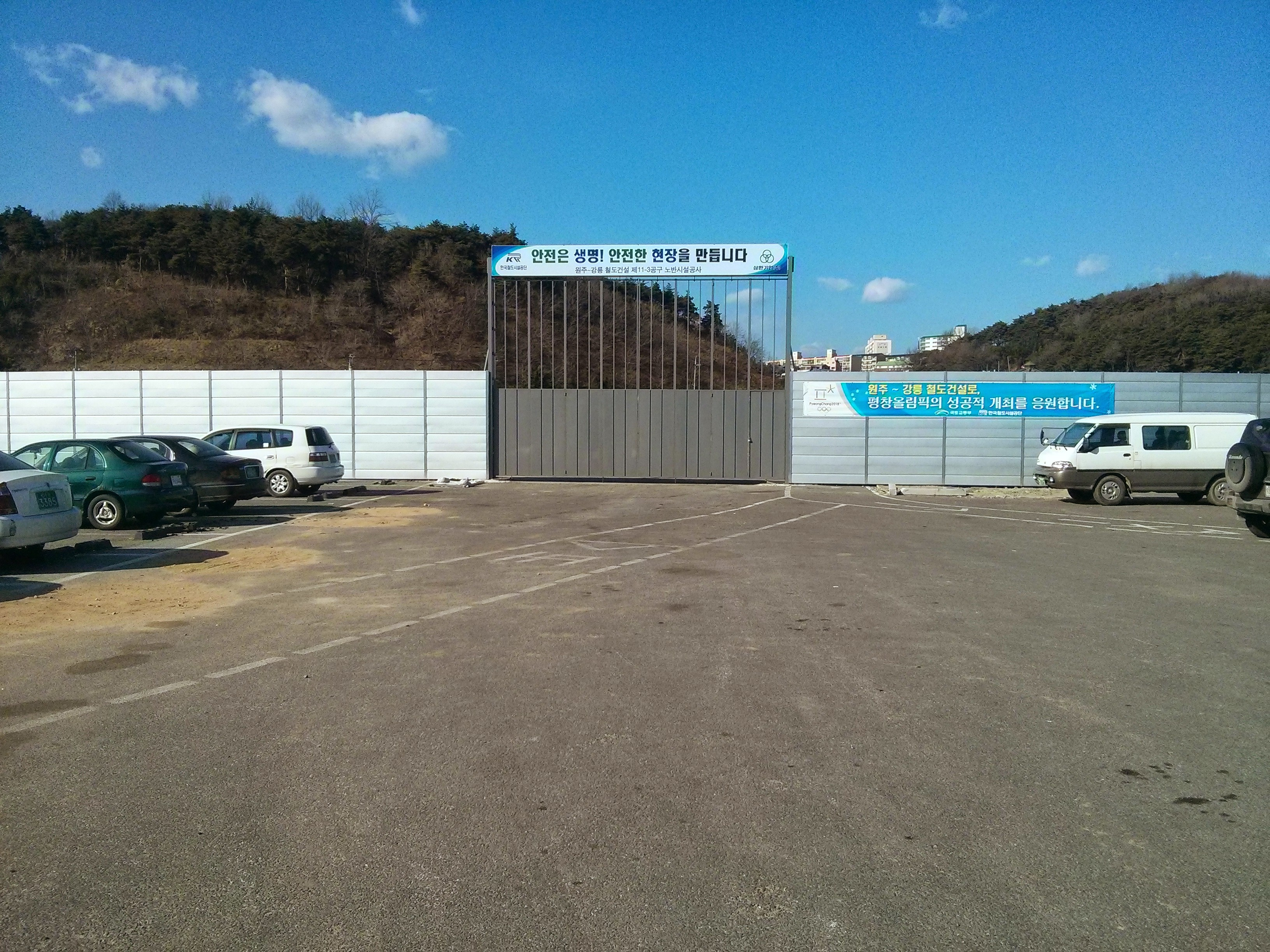
공사중이었던 강릉역

## 인접한 역
| 강릉선 KTX       | 강릉선 KTX             | 강릉선 KTX |
| ---------------- | ---------------------- | ---------- |
| 진부 행신 방면   | KTX 강릉선             | 시·종착역  |
| 영동선           |                        |            |
| 정동진 동해 방면 | 누리로 영동선 · 강릉선 | 시·종착역  |
| 정동진 분천 방면 | 동해산타열차           | 시·종착역  |